# Coulter (Manitoba)
Pour les articles homonymes, voir Coulter.
Coulter est une communauté non incorporée du Manitoba située dans l'Ouest de la province et faisant partie de la municipalité rurale de Arthur.

## Référence
- Profil de la municipalité de Arthur - Statistiques Canada
- (en) Profil de la communauté